# Mistrzostwa Świata w Narciarstwie Klasycznym 2023
Mistrzostwa Świata w Narciarstwie Klasycznym 2023 – zawody sportowe, które odbyły się w dniach 22 lutego - 5 marca 2023 roku w Planicy.
Do zorganizowania Mistrzostw Świata w Narciarstwie Klasycznym 2023 zgłoszono 2 kandydatury: Planicę i Trondheim. W Trondheim (1997) w przeszłości odbywały się już mistrzostwa świata w narciarstwie klasycznym.
Decyzja o wyborze miasta, które zorganizuje mistrzostwa, została ogłoszona 17 maja 2018 na Kongresie FIS w Costa Navarino w Grecji.
| Kandydaci | Głosowanie |
| --------- | ---------- |
| Planica   | 9          |
| Trondheim | 6          |

## Zestawienie medalistów

### Biegi narciarskie
| Konkurencja                             | Data      | Złoto                                                                                         | Srebro                                                                        | Brąz                                                                    |
| Mężczyźni                               | Mężczyźni | Mężczyźni                                                                                     | Mężczyźni                                                                     | Mężczyźni                                                               |
| --------------------------------------- | --------- | --------------------------------------------------------------------------------------------- | ----------------------------------------------------------------------------- | ----------------------------------------------------------------------- |
| sprint techniką klasyczną               | 23 lutego | Johannes Høsflot Klæbo                                                                        | Pål Golberg                                                                   | Jules Chappaz                                                           |
| bieg łączony na 30 km                   | 24 lutego | Simen Hegstad Krüger                                                                          | Johannes Høsflot Klæbo                                                        | Sjur Røthe                                                              |
| sprint drużynowy techniką dowolną       | 26 lutego | Norwegia Pål Golberg · Johannes Høsflot Klæbo                                                 | Włochy Francesco De Fabiani · Federico Pellegrino                             | Francja Renaud Jay · Richard Jouve                                      |
| bieg na 15 km techniką dowolną          | 1 marca   | Simen Hegstad Krüger                                                                          | Harald Østberg Amundsen                                                       | Hans Christer Holund                                                    |
| sztafeta 4 × 10 km                      | 3 marca   | Norwegia Hans Christer Holund · Pål Golberg · Simen Hegstad Krüger · Johannes Høsflot Klæbo   | Finlandia Ristomatti Hakola · Iivo Niskanen · Perttu Hyvärinen · Niko Anttola | Niemcy Albert Kuchler · Janosch Brugger · Jonas Dobler · Friedrich Moch |
| bieg masowy na 50 km techniką klasyczną | 5 marca   | Pål Golberg                                                                                   | Johannes Høsflot Klæbo                                                        | William Poromaa                                                         |
| Kobiety                                 |           |                                                                                               |                                                                               |                                                                         |
| sprint techniką klasyczną               | 23 lutego | Jonna Sundling                                                                                | Emma Ribom                                                                    | Maja Dahlqvist                                                          |
| bieg łączony na 15 km                   | 25 lutego | Ebba Andersson                                                                                | Frida Karlsson                                                                | Astrid Øyre Slind                                                       |
| sprint drużynowy techniką dowolną       | 26 lutego | Szwecja Emma Ribom · Jonna Sundling                                                           | Norwegia Anne Kjersti Kalvå · Tiril Udnes Weng                                | Stany Zjednoczone Jessica Diggins · Julia Kern                          |
| bieg na 10 km techniką dowolną          | 28 lutego | Jessica Diggins                                                                               | Frida Karlsson                                                                | Ebba Andersson                                                          |
| sztafeta 4 × 5 km                       | 2 marca   | Norwegia Tiril Udnes Weng · Astrid Øyre Slind · Ingvild Flugstad Østberg · Anne Kjersti Kalvå | Niemcy Laura Gimmler · Katharina Hennig · Pia Fink · Victoria Carl            | Szwecja Emma Ribom · Ebba Andersson · Frida Karlsson · Maja Dahlqvist   |
| bieg masowy na 30 km techniką klasyczną | 4 marca   | Ebba Andersson                                                                                | Anne Kjersti Kalvå                                                            | Frida Karlsson                                                          |

### Kombinacja norweska
| Konkurencja                                          | Data      | Złoto                                                                                     | Srebro                                                                    | Brąz                                                                             |
| Mężczyźni                                            | Mężczyźni | Mężczyźni                                                                                 | Mężczyźni                                                                 | Mężczyźni                                                                        |
| ---------------------------------------------------- | --------- | ----------------------------------------------------------------------------------------- | ------------------------------------------------------------------------- | -------------------------------------------------------------------------------- |
| konkurs indywidualny – skocznia HS102, bieg na 10 km | 25 lutego | Jarl Magnus Riiber                                                                        | Julian Schmid                                                             | Franz-Josef Rehrl                                                                |
| konkurs drużynowy – skocznia HS138, bieg 4 × 5 km    | 1 marca   | Norwegia Espen Andersen · Jens Lurås Oftebro · Jørgen Graabak · Jarl Magnus Riiber        | Niemcy Eric Frenzel · Vinzenz Geiger · Johannes Rydzek · Julian Schmid    | Austria Martin Fritz · Lukas Greiderer · Stefan Rettenegger · Johannes Lamparter |
| konkurs indywidualny – skocznia HS138, bieg na 10 km | 4 marca   | Jarl Magnus Riiber                                                                        | Jens Lurås Oftebro                                                        | Johannes Lamparter                                                               |
| Kobiety                                              |           |                                                                                           |                                                                           |                                                                                  |
| konkurs indywidualny – skocznia HS102, bieg na 5 km  | 24 lutego | Gyda Westvold Hansen                                                                      | Nathalie Armbruster                                                       | Haruka Kasai                                                                     |
| Miksty                                               |           |                                                                                           |                                                                           |                                                                                  |
| konkurs mikstów – skocznia HS-102, bieg 4 × 5 km     | 26 lutego | Norwegia Jens Lurås Oftebro · Ida Marie Hagen · Gyda Westvold Hansen · Jarl Magnus Riiber | Niemcy Vinzenz Geiger · Jenny Nowak · Nathalie Armbruster · Julian Schmid | Austria Stefan Rettenegger · Annalena Slamik · Lisa Hirner · Johannes Lamparter  |

### Skoki narciarskie
| Konkurencja                            | Data      | Złoto                                                                       | Srebro                                                                                             | Brąz                                                                                  |
| Kobiety                                | Kobiety   | Kobiety                                                                     | Kobiety                                                                                            | Kobiety                                                                               |
| -------------------------------------- | --------- | --------------------------------------------------------------------------- | -------------------------------------------------------------------------------------------------- | ------------------------------------------------------------------------------------- |
| konkurs indywidualny – skocznia HS-102 | 23 lutego | Katharina Althaus                                                           | Eva Pinkelnig                                                                                      | Anna Odine Strøm                                                                      |
| konkurs drużynowy – skocznia HS-102    | 25 lutego | Niemcy Anna Rupprecht · Luisa Görlich · Selina Freitag · Katharina Althaus  | Austria Chiara Kreuzer · Julia Mühlbacher · Jacqueline Seifriedsberger · Eva Pinkelnig             | Norwegia Maren Lundby · Eirin Maria Kvandal · Thea Minyan Bjørseth · Anna Odine Strøm |
| konkurs indywidualny – skocznia HS-138 | 1 marca   | Alexandria Loutitt                                                          | Maren Lundby                                                                                       | Katharina Althaus                                                                     |
| Mężczyźni                              |           |                                                                             | |                                                                                       |
| konkurs indywidualny – skocznia HS-102 | 25 lutego | Piotr Żyła                                                                  | Andreas Wellinger                                                                                  | Karl Geiger                                                                           |
| konkurs indywidualny – skocznia HS-138 | 3 marca   | Timi Zajc                                                                   | Ryōyū Kobayashi                                                                                    | Dawid Kubacki                                                                         |
| konkurs drużynowy – skocznia HS-138    | 4 marca   | Słowenia Lovro Kos · Žiga Jelar · Timi Zajc · Anže Lanišek                  | Norwegia Johann André Forfang · Kristoffer Eriksen Sundal · Marius Lindvik · Halvor Egner Granerud | Austria Daniel Tschofenig · Michael Hayböck · Jan Hörl · Stefan Kraft                 |
| Miksty                                 |           |                                                                             | |                                                                                       |
| konkurs mikstów – skocznia HS-102      | 26 lutego | Niemcy Selina Freitag · Karl Geiger · Katharina Althaus · Andreas Wellinger | Norwegia Anna Odine Strøm · Johann André Forfang · Thea Minyan Bjørseth · Halvor Egner Granerud    | Słowenia Nika Križnar · Timi Zajc · Ema Klinec · Anže Lanišek                         |

## Klasyfikacja medalowa
| Miejsce | Państwo           | Gold | Silver | Bronze | Razem |
| ------- | ----------------- | ---- | ------ | ------ | ----- |
| 1.      | Norwegia          | 12   | 10     | 5      | 27    |
| 2.      | Szwecja           | 4    | 3      | 5      | 12    |
| 3.      | Niemcy            | 3    | 6      | 3      | 12    |
| 4.      | Słowenia          | 2    | 0      | 1      | 3     |
| 5.      | Polska            | 1    | 0      | 1      | 2     |
| 5.      | Stany Zjednoczone | 1    | 0      | 1      | 2     |
| 7.      | Kanada            | 1    | 0      | 0      | 1     |
| 8.      | Austria           | 0    | 2      | 5      | 7     |
| 9.      | Japonia           | 0    | 1      | 1      | 2     |
| 10.     | Włochy            | 0    | 1      | 0      | 1     |
| 10.     | Finlandia         | 0    | 1      | 0      | 1     |
| 12.     | Francja           | 0    | 0      | 2      | 2     |